# Friedrich Moritz Brauer
Friedrich Moritz Brauer (Wenen, 12 mei 1832 - 29 december 1904) was een Oostenrijks entomoloog.

## Biografie
Brauer was assistent bij het Entomologische Museum aan de Universiteit van Wenen, Brauer werd beheerder van de collecties in 1873 en in het daaropvolgende jaar werd hij benoemd tot hoogleraar in de zoölogie aan de universiteit. Hij werd verkozen tot Honorary Fellow van de Entomologische Vereniging van Londen in 1900.
Brauer, was directeur van het Naturhistorisches Hofmuseum in Wenen, op het moment van zijn dood. 
Brauer's eerste werk betrof de Neuroptera (netvleugeligen), en zijn eerste entomologische publicatie, in 1850, was een herziening van het geslacht Chrysopa. Dit werd in de loop van de komende jaren door tal van documenten opgevolgd, wat zijn reputatie als autoriteit op het gebied van europese Neuroptera vestigde. Hij schreef vele artikelen over Diptera en Neuroptera.  
Latere onderzoeken naar de metamorfoses van de gehele orde, resulteerde in de publicatie van System of Diptera , "gebaseerd op recente ontwikkelingen in de anatomie en embryologie", dat verscheen in 1883. 
Brauer heeft met Julius von Bergenstamm gewerkt aan de sluipvliegen (Tachinidae) en andere parasitaire diptera.
Hij identificeerde de Bochelvliegen (Phoridae), verzameld uit opgegraven lichamen, door de Duitse arts Hermann Reinhard. Hiermee leverde hij een bijdrage aan een klassiek vroeg werk over forensische entomologie: Beiträge zur Gräberfauna (1882) (Bijdragen aan de fauna van graven).

## Werken
- Beiträge zur Kenntnis des inneren Baues und der Verwandlung der Neuropteren - Verhandlungen des zoologisch-botanischen Vereins in Wein, 5: 701-726.
- 1863 Monographie der Oestriden. Wien: 1-192, Tab.1-10.
- 1866 Novarra-Expedition: Neuropteren. Wien. 104 pp. 2 engr.plts.
- 1878 Bemerkungen über die im kais. Zoologischen Museum aufgefundenen Original-Exemplare zu Ign.v. Born's Testaceis Musei Caesarei Vindobonensis.
- 1878 Über einige neue Gattungen und Arten aus der Ordnung der Neuropteren Lin. Wien.
- 1883 Die Zweiflügler des Kaiserlichen Museums zu Wien. III. Systematische Studien auf Grundlage der Dipteren-Larven nebst einer Zusammenstellung von Beispielen aus der Literatur über dieselben und Beschreibung neuer Formen. 100 p., 5 pls.
- 1892 Über die aus Afrika bekannt gewordenen Oestriden und insbesondere über zwei neue von Dr. Holub aus Südafrika mitgebrachte Larven aus dieser Gruppe. Wien, Tempsky.
- 1900 Über die von Prof. O. Simony auf den Canaren gefundenen Neuroptera und Pseudoneuroptera (Odonata, Corrodentia et Ephemeridae). Wien, Gerold.

Samen met Julius von Bergenstamm:
- 1889. Die Zweiflügler des Kaiserlichen Museums zu Wien. IV. Vorarbeiten zu einer Monographie der Muscaria Schizometopa (exclusive Anthomyidae). Pars I. Denkschr. Akad. Wiss. Wien 56: 69-180.  Also published separately in Wenen, Gerold. 1889, 112 p.
- 1891. Die Zweiflügler des Kaiserlichen Museums zu Wien. V. Vorarbeiten zu einer Monographie der Muscaria Schizometopa (exclusive Anthomyidae). Pars II. Denkschr. Akad. Wiss. Wien 58: 305-446. Also published separately in Wien, 1891, 142 p.
- 1893. Die Zweiflügler des Kaiserlichen Museums zu Wien. VI. Vorarbeiten zu einer Monographie der Muscaria Schizometopa (exclusive Anthomyidae). Pars III. F. Tempsky, Wien. 152 p. Also published in journal form, 1894, Denkschr. Akad. Wiss. Wien 60: 89-240.
- 1895. Die Zweiflügler des Kaiserlichen Museums zu Wien. VII. Vorarbeiten zu einer Monographie der Muscaria Schizometopa (exclusive Anthomyidae). Pars IV. Wien. Also published in journal form, 1895, Denkschr. Akad. Wiss. Wien 61: 537-624.

- Bibsys: 90552740
- Biblioteca Nacional de Chile: 000442890
- CiNii: DA05198131
- Stuttgart Database of Scientific Illustrators 1450–1950: 439
- Gemeinsame Normdatei: 13173282X
- International Standard Name Identifier: 0000 0000 8353 5772
- Nationale Bibliotheek van Tsjechië: mzk2007417271
- Nationale en Universitaire bibliotheek Zagreb: 000692627
- Nederlandse Thesaurus van Auteursnamen: 298583828
- Système universitaire de documentation: 257727051
- Virtual International Authority File: 6074361
- WorldCat: E39PBJhXcW78cqbkGDmg8Y9qwC